# 克維內斯達爾
克維內斯達爾（挪威語：Kvinesdal）是挪威阿格德爾郡的市镇，位於該國南部，面積963平方公里，主要經濟活動是旅遊業，英國作家羅爾德·達爾曾下榻該鎮的酒店，2004年人口5,547。

## 外部連結
- Municipal fact sheet from Statistics Norway
- 维基导游上有關Vest-Agder的旅行指南
- Kvinesdal Guest House and Hotel （页面存档备份，存于） （挪威文）
- Official website of Kvinesdal （页面存档备份，存于） （挪威文）
- Webcam from Kvinesdal （页面存档备份，存于）
- Turist Information
- Kvinesdal Golf Club （页面存档备份，存于）
- Kvinesdal Rock Festival
- Kvinesdaladressen - din egen @kvinesedal.co addresse!